# الأرمن في جورجيا
الأرمن في جورجيا (بالأرمنية: Վիրահայեր)‏ هم المواطنون الأرمن الذين يعيشون داخل دولة جورجيا. يتركز المجتمع الأرمني في الغالب في العاصمة تبليسي، جمهورية أبخازيا المستقلة ومنطقة جافاخيتي. تشير الإحصاءات الجورجية الرسمية إلى أن الأرمن في جافاخيتي يشكلون حوالي 54 ٪ من السكان. في أبخازيا، الأرمن هم ثالث أكبر مجموعة عرقية في المنطقة بعد الأغلبية الأبخازية والجورجيين.

## التاريخ
تمت الإشارة لوجود الأرمن في جورجيا منذ أواخر العصور القديمة في أعمال المؤرخين الأرمن في العصور الوسطى. إن الأرمن في منطقتي جافاخيتي وبورشالو هم من السكان الأصليين، وكانت هذه الأراضي جزءًا من أرمينيا التاريخية ويقطنها الأرمن. أتت موجة كبيرة من المستوطنين الأرمن إلى عاصمة البلاد تبليسي في القرنين الثاني عشر والثالث عشر، وخاصة بعد 1122، في أعقاب تحرير القوقاز من السلاجقة الأتراك من قبل القوات الجورجية والأرمينية بقيادة ديفيد الرابع والملكة تامار الجورجيّان.
في القرنين الثامن عشر والتاسع عشر، حصل التجار الأرمن، بما في ذلك تجار المجوهرات والصناعيين المشهورين، على استثمارات كبيرة في جورجيا وساعدوا في بناء المراكز التجارية والمراكز الثقافية والمدارس والكنائس. ازداد عدد الأرمن تدريجياً بحيث أنه بحلول أوائل القرن التاسع عشر، فاق عدد الأرمن بكثير عدد الجورجيين في العاصمة تبليسي. أصبحت تبليسي مركزًا ثقافيًا حقيقيًا للأرمن الشرقيين، تمامًا مثل اسطنبول في تركيا التي أصبحت مركزًا ثقافيًا للأرمن الغربيين.
نتيجة لصراعات الإمبراطورية الروسية مع العثمانيين والفرس، وغزو الروس للقوقاز، وجدت السلطات الروسية نفسها قادرة على توطين اللاجئين المسيحيين الأرمن واليونانيين في المنطقة بعد عام 1828، بعد المعاهدة المصدق عليها مع قاجار إيران عام 1828، ومعاهدة أدرنة مع تركيا العثمانية عام 1829.

### الحرب الجورجية الأرمينية 1918
اندلعت الحرب الجورجية-الأرمينية في ديسمبر 1918 بين كل من جمهورية جورجيا الديموقراطية وجمهورية أرمينيا الأولى، حيث تحاربتا على أجزاء من المحافظات المتنازع عليها مثل لوري وجافاخيتي التي كانت ثنائية الثقافة تاريخيا بين الأرمن والجورجيين، ولكن كان يسكنها بشكل كبير الأرمن في القرن التاسع عشر. بحلول نهاية الحرب العالمية الأولى، احتلت الدولة العثمانية بعض هذه الأقاليم. استمرت الأعمال العدائية حتى تم التوقيع على اتفاقية وقف لإطلاق النار بوساطة المملكة المتحدة، والتي استمرت حتى إنشاء الحكم السوفيتي في أرمينيا في عام 1920.

### الأرمن في جورجيا السوفيتية

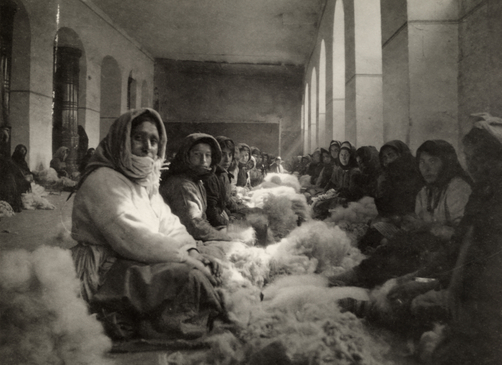
لاجئون أرمن من تركيا يعملون في صناعة الصوف في تفليس. تصوير ميلفيل شاتر من مجلة ناشيونال جيوغرافيك، 1920.

بعد إنشاء الجمهورية الجورجية السوفيتية الاشتراكية، وعلى الرغم من إنشاء جمهورية أرمينيا الاشتراكية السوفيتية، قرر معظم الأرمن البقاء في جورجيا، لكن الحكومة الشيوعية قامت بتأميم معظم الكنائس الأرمينية والآثار الثقافية وقمعت الحريات الدينية لعامة السكان بما في ذلك الأرمن.
وأدى ذلك إلى إغلاق عشرات الكنائس. بحلول نهاية الحقبة السوفيتية، بقيت فقط كنيستان أرمنيتان عاملتان.

### الأرمن في جمهورية جورجيا
رحب الأرمن بإنشاء جمهورية جورجيا على أمل تحسين ظروف المعيشة بعد انهيار الحكم السوفياتي. لكن الظروف الاقتصادية والاجتماعية لم تكن مواتية بشكل خاص للجالية الأرمنية في جورجيا.
إحدى أكبر المشاكل هي عدم قدرة الأرمن في جورجيا على استخدام لغتهم في الحياة العامة. إن السياسات اللغوية الجديدة للحكومة الجورجية هي مصدر استياء شديد، وهي متّهمة بإلغاء حقوق الأقليات السابقة في استخدام اللغتين الأرمينية والروسية. حث رئيس أرمينيا روبرت كوتشاريان الأرمن الجورجيين على تعلم اللغة الجورجية، والتي قال إنها ضرورية لدمجهم في المجتمع الجورجي.
لا يوجد في تبليسي سوى ثلاث مدارس أرمنية وكنيستين عاملتين.
يعتقد بعض الأرمن أنهم ضحايا سياسة لتغيير التوازن الديموغرافي لمنطقة جافاخيتي حيث استقر عدد من العائلات الجورجية هناك. ويمثل الأرمن تمثيلًا ناقصًا أيضًا في الحكومة (على سبيل المثال يشغلون فقط 5 مقاعد في البرلمان المكون من 235 عضوًا)، مما يؤدي إلى تصوّر التمييز وعدم الثقة المتبادل. كانت هناك عدة احتجاجات، أصبحت عنيفة بعد اشتباكات مع عناصر إنفاذ القانون.

#### الأرمن في تبليسي

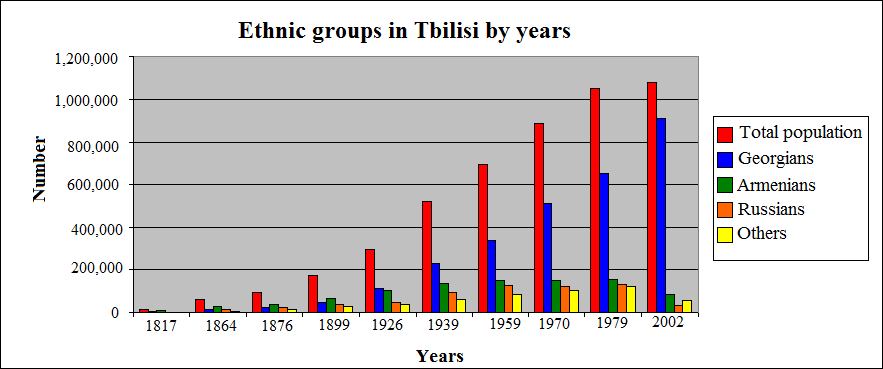
الجماعات العرقية في تبليسي حسب السنوات.

إن التاريخ الأرمني ومساهمته في مدينة تبليسي مهم للغاية. بعد الغزو الروسي للمنطقة، تسبب الأرمن الفارين من الاضطهاد في الإمبراطورية العثمانية وإيران القاجارية في حدوث قفزة في عدد السكان الأرمن، حيث وصلت نسبتهم إلى حوالي 40٪ من إجمالي سكان المدينة. كان العديد من رجال الأعمال الأرمن، كما أن معظم المدينة القديمة قد بُنيت من قبل الأرمن. حتى وقت قريب كانت عدّة أحياء ذات غالبيك أرمنية، لكن هذا تغير كثيرًا في العقدين الماضيين.
من أصل 29 كنيسة أرمينية في تبليسي في بداية القرن العشرين، تعمل اليوم اثنتان فقط - كاتدرائية القديس جورج في الحي الأرمني القديم وكنيسة إيجياتسين في حي هافلابار (الجورجي)، حيث تم تدمير بقية الكنائس منها أو تحولت إلى الكنيسة الجورجية. في الآونة الأخيرة حتى 16 نوفمبر 2008، قام كاهن جورجي مثير للجدل بتنظيم حفريات حول كنيسة نوراشين، تم خلالها إزالة بعض زخرفات قبور الأرمن في تبليسي المدفونة في فناء الكنيسة.

### الأرمن في Samtskhe-Javakheti

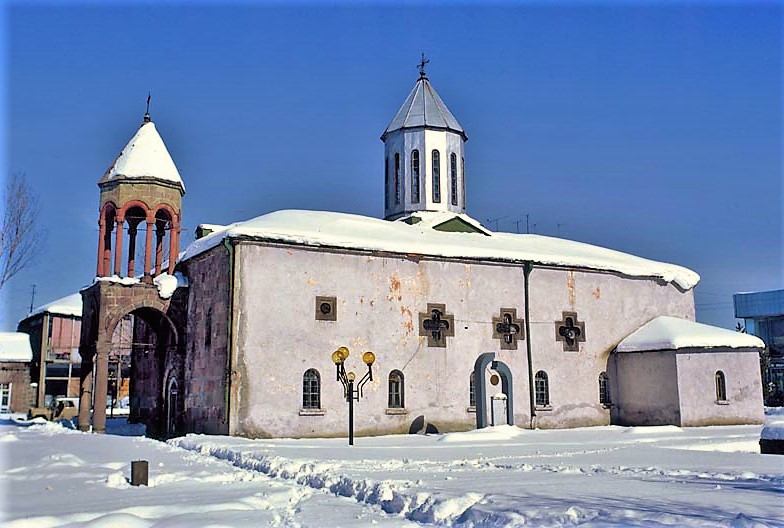
الكنيسة الأرمنية في آخالكالاكي

يشكل الأرمن غالبية السكان في منطقة جافاخيتي.
اقترح التحالف الديمقراطي الأرمني في جافاخيتي أن تحصل المنطقة على الحكم الذاتي داخل جورجيا. وقد أدى ذلك إلى زيادة المشاعر المعادية للأرمن في جورجيا حيث يربطون مطالب الحكم الذاتي من قبل الأرمن في جافاخيتي على أنها تذكر بمطالب الاستقلال في أبخازيا وأوسيتيا الجنوبية وأجاريا، على الرغم من أنه يجب أن يقال أن المطالب الأرمينية في جافاخيتي تذهب أقل بكثير من المطالب الانفصالية للمناطق الأخرى في الجمهورية.

#### الأرمن في أبخازيا
تضم جمهورية أبخازيا ذات الحكم الذاتي أيضًا عددًا كبيرًا من الأرمن، حيث يشكلون حوالي 20٪ من السكان. هم ثاني أكبر مجموعة عرقية في منطقة أبخازيا بعد الأبخاز.  استقر الأرمن في أبخازيا في أواخر القرن التاسع عشر وأوائل القرن العشرين وهم الآن أكبر مجموعة عرقية في مقاطعات غاغرا وسوخومي وغوليبشي، ويبلغ عددهم نحو 45000 من إجمالي السكان 215000.
خلال الصراع الأخير، دعموا أبخازيا بعد الأعمال العدائية الجورجية ضد الشعب الأرمني، مما أدى إلى زيادة المشاعر المعادية للأرمن داخل المجتمع الجورجي. ومع ذلك، فقد اتهمت المنظمات غير الحكومية الأرمنية، السلطات الأبخازية، بتخفيض عدد الأرمن الأبخاز عمدًا.

#### الأرمن في أجاريا
أجاريا هي واحدة من جمهوريتين مستقلتين في جورجيا (والأخرى أبخازيا). يشكل الجورجيون (63٪ أرثوذكس جورجيون و 30٪ مسلمون) الأغلبية، بينما يشكل الأرمن 2.3٪ من سكان المنطقة. بعد الجورجيين (104،313)، يشكل الأرمن (7،517) ثاني أكبر مجموعة عرقية في العاصمة باطوم.

## الإعلام
كانت تبليسي مركزًا مهمًا لمنشورات اللغة الأرمنية، بما فيها منشورات حزب الطاشناق (الاتحاد الثوري الأرمني) في الفترة ما بين 1906 إلى 1909. وشملت المحررين والكتّاب السياسيين والأدباء.
بعد القيود التي فرضتها السلطات السوفيتية، تم استبدال صحيفة حزب الطاشناق بـ Horizon التي لم تكن مرتبطة بأي حزب سياسي معين واستمرت في النشر حتى عام 1918.
في الوقت الحاضر، تنشر صحيفة Vrastan الأرمنية في تبليسي بالأرمنية. في عام 2014، بدأت صحيفة جديدة تدعىArdzagank بالنشر في تبليسي. 